# دل نيومان
دل نيومان (بالإنجليزية: Del Newman)‏ هو منتج أسطوانات بريطاني، ولد في القرن العشرين في لندن في المملكة المتحدة.

## وصلات خارجية
- دل نيومان على موقع IMDb (الإنجليزية)
- دل نيومان على موقع ميوزك برينز (الإنجليزية)
- دل نيومان على موقع أول ميوزيك (الإنجليزية)
- دل نيومان على موقع ديسكوغز (الإنجليزية)
- دل نيومان على موقع قاعدة بيانات الفيلم (الإنجليزية)